# Seven Stories into Ninety Eight
Seven Stories Into Ninety Eight – dwupłytowy album kompilacyjny brytyjskiego, neoprogresywnego zespołu IQ, wydany w 1998 roku. Pierwsza płyta zawiera nowe wersje utworów z pierwszego, wydanego wyłącznie na kasecie albumu Seven Stories into Eight, natomiast druga zawiera stare utwory.

## Spis utworów

### CD 1
1. „Capital Letters (In Surgical Spirit Land)” – 3:49
2. „About Lake Five” – 5:26
3. „Intelligence Quotient” – 8:18
4. „For Christ’s Sake” – 5:17
5. „Barbell Is In” – 4:53
6. „Fascination” – 7:03
7. „For The Taking” – 4:33
8. „It All Stops Here” – 7:53
9. „Eloko Bella Neechi” – 5:16

### CD 2
1. „Capital Letters (In Surgical Spirit Land)” – 3:46
2. „About Lake Five” – 5:01
3. „Intelligence Quotient” – 6:55
4. „For Christ’s Sake” – 5:05
5. „Barbell Is In” – 5:31
6. „Fascination” – 5:56
7. „For The Taking” – 4:17
8. „It All Stops Here” – 6:57

## Skład zespołu
- Paul Cook – perkusja
- Tim Esau – gitara basowa (CD 2)
- John Jowitt – gitara basowa (CD 1)
- Mike Holmes – gitary
- Peter Nicholls – wokal
- Martin Orford – instrumenty klawiszowe